# Pascual Diez de Andino
Pascual Diez de Andino (Santa Fe, mayo de 1784 - Asunción del Paraguay, circa 1822) fue un político argentino que tuvo destacada participación en la formación del federalismo en la provincia de Santa Fe.

## Biografía
Era hijo de Miguel Ignacio Diez de Andino, un estanciero que se destacó por haber escrito una minuciosa crónica de los hechos ocurridos en Santa Fe entre 1815 y su fallecimiento en 1822. Resultó una valiosa fuente para el conocimiento de los hechos ocurridos a lo largo de la guerra de los siete años que asoló la provincia de Santa Fe durante esos años.
Se recibió de licenciado en derecho canónico en la Universidad de Córdoba en 1807, y cinco años más tarde se doctoró en derecho en Santiago de Chile.
Regresó a Santa Fe en 1812 y se dedicó a la administración de los bienes de su padre. Partidario de los caudillos federales Francisco Candioti y  Mariano Vera, en 1815 fue diputado al Congreso de Oriente, en que los federales partidarios de José Artigas intentaron organizar una Liga Federal. Fue enviado como miembro de una diputación ante el director supremo Ignacio Álvarez Thomas, pero su misión fracasó ante la firme negativa del gobierno a ceder la autonomía a las provincias argentinas.
Prestó servicios como secretario a los tres primeros caudillos federales de Santa Fe, Candioti, Vera y Estanislao López, y varias veces como miembro de la Sala de Representantes provincial. Fue uno de los autores de la constitución del año 1819, la primera constitución provincial de la Argentina.
En 1820 realizó un viaje comercial y diplomático a Asunción del Paraguay. A su llegada a destino fue arrestado por el dictador Gaspar Rodríguez de Francia, por creerlo espía de López. El resto de su vida se ignora por completo, y se supone que falleció en prisión en Asunción, alrededor del año 1822.